# Собор Александра Невского (Старый Оскол)
Собор Александра Невского — православный храм в городе Старый Оскол Белгородской области, второй кафедральный собор Белгородской и Старооскольской епархии Русской православной церкви. Находится в слободе Гумны, микрорайоне Звёздный.

## История
Храм построен в 1903 году на средства жителей Гуменской слободы. Первым старостой был Алексей Васильевич Емельянов. Он похоронен с левой стороны от входа в храм. С правой стороны погребён главный жертвователь — Михаил Иванович Винников.
Храм имеет центральный престол в честь святого Александра Невского и приставной престол в честь святителя Онуфрия Старооскольского. Храм бесстолпный, крестообразный в плане, с трёхъярусной колокольней и тремя полуциркульными апсидами.
В конце 1930-х годов храм был закрыт представителями советской власти, однако в октябре 1945 года, после Великой Отечественной войны, вновь был открыт и духовная жизнь прихода вновь вошла в своё русло.
До 1995 года храм был обычным, приходским и отличался от других церквей города лишь тем, что в нём с 1955 года неизменно служили благочинные Старооскольского округа.
1 сентября 1995 года в связи с воссозданием Белгородской и Старооскольской епархии, храм был назначен вторым кафедральным собором епархии.
С 1 октября 1994 года при храме действуют воскресная школа для детей и катехизаторские курсы для взрослых. В 1998 году воскресная школа преобразована в православную гимназию. В сентябре 2009 года открыт Центр православной молодёжи «Невский».
Храм является памятником архитектуры, построенным в стиле, сочетающем элементы греческого и русского искусства.
Надкладезная сень построена в 2006 году на территории Александро-Невского собора на пожертвования Ивана Гусарова, генерального директора старооскольской ассоциации «Промстройиндустрия», в память его сыновей — Василия и Сергея.
Иконостас собора трёхъярусный, резного дерева, позолоченный. Верхний ярус представлен одной иконой. Арочные завершения ярусов и декоративное убранство иконостаса выполнены в стилистике архитектуры собора.
К Святой Пасхе 1999 года мастерами Троице-Сергиевой лавры было завершено написание новых канонических икон для иконостаса в стиле Андрея Рублёва.
Особо чтимыми иконами собора являются: образ Божией Матери «Скоропослушница», великомученика Пантелеймона как благословение Святой горы Афон, образ Божией Матери «Озерянская» и «Казанская», преподобного Серафима Саровского с частицей святых мощей, благоверного князя Александра Невского с частицей святых мощей, священномученика Онуфрия.